# Красный Колодец (Брянская область)
Красный Колодец (Красный Колодезь) — посёлок в Брасовском районе Брянской области, в составе Вороновологского сельского поселения. 
 Расположен в 6 км к северо-западу от пгт Локоть, у автодороги М3 Москва—Киев. Население — 415 человек (2010).
Имеется отделение связи, сельская библиотека.

## История
Упоминается с середины XIX века как хутор Владимировский (Владимирский) в составе Брасовской волости Севского уезда. С 1929 года — в Брасовском районе. До 1975 входил в Городищенский 1-й, Брасовский сельсовет.
В середине XX века к северу от посёлка велась добыча торфа.
| Годы      | 1926 | 1979 | 1989 | 2002 | 2010 |
| --------- | ---- | ---- | ---- | ---- | ---- |
| Население | 132  | 822  | 637  | 510  | 415  |